# Syrinx (Debussy)
Pour les articles homonymes, voir Syrinx.

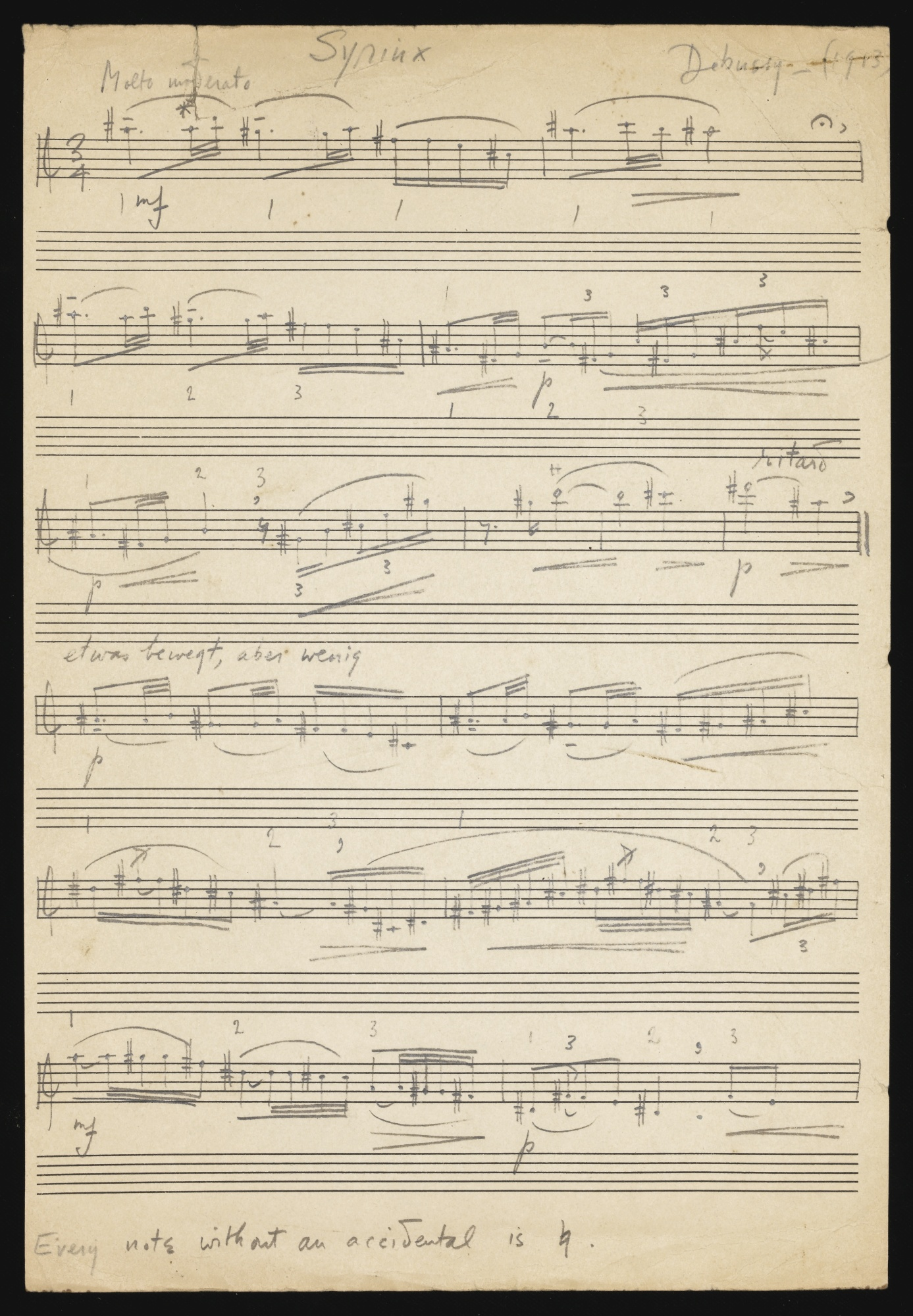
Transcription du Syrinx par Samuel Barber.

Syrinx (à l'origine intitulé La Flûte de Pan) est une pièce pour solo de flûte traversière en un mouvement composée par Claude Debussy (L. 129 - CD. 137) en novembre 1913 et publiée de manière posthume en 1927; elle est dédiée à Louis Fleury qui en assure la création à Paris le 1er décembre 1913 et garde l'exclusivité d'exécution jusqu'à sa mort en 1926. La création eut lieu dans le théâtre privé de l'industriel Louis Mors, célèbre constructeur des automobiles Mors, rue des Marronniers à Paris, dans le cadre des spectacles du « Masque ».

## Histoire de la composition
Debussy rencontre Gabriel Mourey en 1889, l'année où ce dernier publie une traduction des poèmes d'Edgar Allan Poe. S'ensuit une longue amitié au cours de laquelle Mourey propose à Debussy plusieurs textes à mettre en musique (opéras ou ballets). En 1912, Mourey, saisissant le regain d'intérêt de Debussy pour la mythologie grecque, lui demande de composer la musique de scène pour sa pièce en vers Psyché. De tous les projets proposés par Mourey, c'est le seul qui aboutit et Debussy écrit à Mourey : « Quel type de génie faut-il pour ressusciter ce vieux mythe duquel on a arraché toutes les plumes aux ailes de l'Amour ! ». Pressé par d'autres obligations (un concert à Lausanne, un voyage en Russie) et l'imminence de la Première Guerre mondiale, Debussy n'écrit en fin de compte qu'un solo de flûte pour la pièce de Mourey, une pièce d'environ trois minutes illustrant la scène première de l'acte III — et non, comme ce fut longtemps cru, la dernière mélodie que le dieu Pan joue avant de mourir — moment de lyrisme intense dans lequel l'atmosphère est pleine de sensualité et d'érotisme. Gabriel Mourey décrivit plus tard La flûte de Pan comme « un véritable joyau d'émotion restreinte, de tristesse, de beauté plastique, de tendresse discrète et de poésie. ».

## Analyse

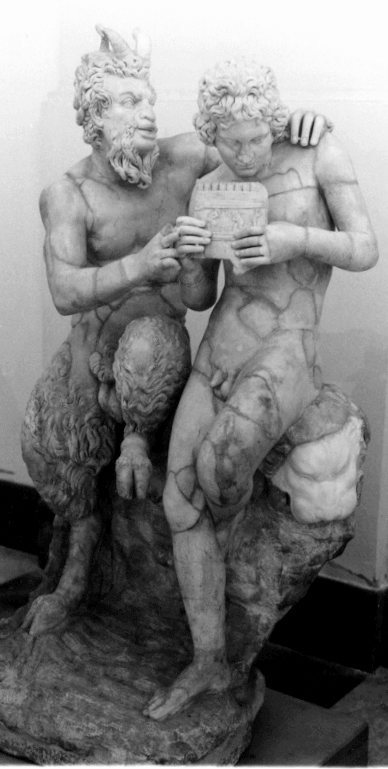
Statuette du dieu Pan avec son éromène, Daphnis,, Musée national archéologique de Naples

Une naïade ou Hylas avec une nymphe, par John William Waterhouse (1893)

Pièce traversée d'arabesques délicates, de rythmes irréguliers, évoluant dans le registre grave, elle semble quasi improvisée, et répond à ce commentaire publié par le Journal des débats, le 4 décembre 1913 : les libres vers de Mourey « contiennent en rythme et en assonances, une musicalité dont l'oreille éprouve un vrai et constant plaisir. »
Dans cette scène, la musique accompagne le dialogue entre deux nymphes : une naïade, qui n'a jamais rencontré le dieu Pan, est effrayée par lui et veut s'échapper; une autre nymphe, une oréade, essaie en vain de persuader la première de la splendeur charmante et miraculeuse de la musique du dieu, qui engendre l'amour et un sens d'unité ardente avec l'univers chez tous ceux qui l'entendent. Seules quelques notes — diffusées durant une nuit chaude, pleine d'étoiles brillantes — suffisent à changer complètement l'attitude de la naïade qui ne peut s'empêcher de devenir enivrée et submergée, comme ses comparses, par l'amour divin et elle exprime son trouble en décrivant par la même occasion les réactions voluptueuses des autres nymphes.
Voici le texte de Gabriel Mourey :
Mais voici que Pan de sa flûte recommence à jouer…
Il semble que la Nuit ait dénoué
Sa ceinture et qu'en écartant ses voiles
Elle ait laissé, pour se jouer,
Sur la terre tomber toutes les étoiles…
Oh ! comme, dans les champs solennels du silence,
Mélodieusement elles s'épanouissent !
Si tu savais…
Tais-toi, contiens ta joie, écoute.
Si tu savais quel étrange délire
M'enlace, me pénètre toute !
Si tu savais... je ne puis pas te dire
Ce que j'éprouve. La douceur
Voluptueuse éparse en cette nuit m'affole…
Danser, oui je voudrais, comme tes sœurs,
Danser… frapper de mes pieds nus le sol
En cadence et, comme elles, sans effort,
Avec d'harmonieuses poses,
Éperdument livrer mon corps
À la force ondoyante et rythmique des choses !
Celle-ci ressemble, au bord des calmes eaux
Où elle se reflète, à un grand oiseau
Impatient de la lumière…
Et cette autre tout près qui, lascive, sans feinte,
Se roule sur ce lit de rouges hyacinthes…
Par la chair d'elles toutes coule un feu divin
Et de l'amour de Pan toutes sont embrasées…
Et moi, la même ardeur s'insinue en mes veines ;
Ô Pan, les sons de ta syrinx, ainsi qu'un vin
Trop odorant et trop doux, m'ont grisée ;
Ô Pan, je n'ai plus peur de toi, je t'appartiens ! …
— Psyché, Acte III, Scène I

## Postérité

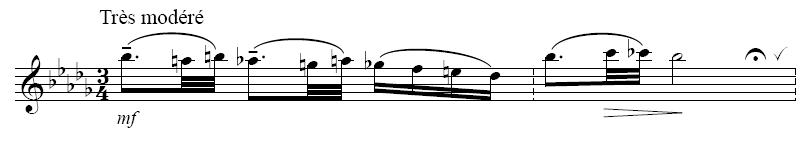
Début de la mélodie de Syrinx

L'œuvre de Debussy est publiée en 1927 par Jean Jobert sous le titre de Syrinx en référence à la nymphe Syrinx et non La Flûte de Pan, sans doute afin d'éviter une confusion avec la première des Trois Chansons de Bilitis. L'autographe est perdu mais, en 1992, un manuscrit est retrouvé dans une collection privée à Bruxelles et est publié en Suède par Anders Lunjar-Chapelon et Michael Stegemann ; les éditeurs ne donnent aucune information sur la provenance de cette copie mais avancent qu'il s'agirait d'une copie de l'autographe ayant servi à l'édition Jobert.
Syrinx est la première pièce d'importance pour flûte solo depuis la Sonate pour flûte seule de Carl Philipp Emanuel Bach, 150 ans auparavant (1763), et c'est la première d'un grand compositeur pour la flûte moderne Boehm, perfectionnée en 1847. 
Syrinx a aussi été transcrite pour le saxophone et d'autres instruments. Elle est rapidement devenue un standard de la littérature pour saxophone et a été enregistrée dans sa version alto et soprano.
Le compositeur François Narboni (1963) a réalisé en 2007 une version pour trois flûtes de Syrinx intitulée Syrinx en résonance.